# Tytuł (literaturoznawstwo)

Wytłuszczony tytuł czasopisma na jego pierwszej stronie

Tytuł – wyraz identyfikujący i nazywający dokument. Także słowo, wyrażenie lub grupa znaków tworzących nazwę zasobu lub dzieła, które zawiera.
Tytuł spełnia rolę identyfikacyjną, odróżniającą i porządkującą, i w związku z tym powinien być unikatowy, a często niesie z sobą również dodatkowe informacje w zależności od roli, jaką utwór spełnia: np. może przyciągać uwagę odbiorcy, informować o prezentowanej treści lub nawet wprowadzać w jej nastrój.
W publikacjach leksykalnych tytułem artykułu jest jego hasło.